# Ivory Joe Hunter
Ivory Joe Hunter (Kirbyville, 10 ottobre 1914 – Memphis, 8 novembre 1974) è stato un cantante, compositore, pianista rhythm and blues statunitense.
È stato pubblicizzato come "Il barone del Boogie" (The Baron of the Boogie), e soprannominato anche "L'uomo vivente più felice" (The Happiest Man Alive).

## Biografia
Hunter è nato a Kirbyville, in Texas. Ivory Joe Hunter era il suo nome di battesimo, non un soprannome, né un nome d'arte.
Da giovane, Hunter ha sviluppato un precoce interesse per la musica dal padre, Dave Hunter, chitarrista, e il canto gospel grazie alla madre. Già all'età di 13 anni era un talentuoso pianista e, diciannovenne, ha fatto la sua prima registrazione per Alan Lomax e la Library of Congress nel 1933.
Hunter è morto nel 1974 all'età di 60 anni a causa di un cancro ai polmoni mentre si trovava a Memphis. È sepolto nella sua nativa Kirbyville.